# 神經化學
神經化學，是致力於神經化合物研究的神經科學分支。神經化合物是神經系統活動中的一個有機分子。
這規定經常使用提到神經傳送體和其它分子譬如影響神經元作用的神經活躍藥物。

## 外部連結
- Basic Neurochemistry （页面存档备份，存于） 網上課本
- American Society for Neurochemistry （页面存档备份，存于）